# Bar Stella
Bar Stella è stato un programma televisivo italiano, andato in onda su Rai 2 in seconda serata dal 28 dicembre 2021 al 6 dicembre 2023, ideato e condotto da Stefano De Martino.

## Il programma
Il programma, in onda dal Centro di produzione Rai di Napoli, consiste in un varietà dalla durata di 90 minuti circa nel quale si alternano chiacchiere, ironia, colori, citazioni, omaggi, canzoni ricreando l'atmosfera familiare come quella del vero Bar Stella, il bar di famiglia fondato cento anni prima dal bisnonno di De Martino e dove lui ha trascorso la sua infanzia e la sua adolescenza.
Ad affiancare De Martino sono presenti Herbert Ballerina, Franco Castiglia, Ambrosia, Marta Filippi, Francesco Arienzo, Giovanni Esposito, Mario Porfito, Giorgio Melazzi, Adelaide Vasaturo e Carola Moccia. Completano il cast la Disperata Erotica Band.
La sigla del programma, suonata dall'orchestra, è ispirata a Disperato erotico stomp di Lucio Dalla.
La prima edizione è andata in onda ogni martedì dal 28 dicembre 2021 al 18 gennaio 2022 per quattro puntate seguite da una puntata speciale, intitolata Bar Stella Shakerato e andata in onda il 25 gennaio 2022, con il meglio dell'edizione.
La seconda edizione è andata in onda dal 29 novembre 2022 al 5 gennaio 2023 da martedì a giovedì per diciotto puntate seguite da tre puntate speciali, intitolate Bar Stella Distillato e andate in onda dal 10 al 12 gennaio 2023, con il meglio dell'edizione.
La terza edizione è andata in onda dal 25 aprile al 25 maggio 2023 da martedì a giovedì per quindici puntate seguite da tre puntate speciali, intitolate Bar Stella Distillato e andate in onda dal 30 maggio al 1º giugno 2023, con il meglio dell'edizione.
La quarta ed ultima edizione è andata in onda dal 31 ottobre al 6 dicembre 2023 con due appuntamenti settimanali (martedì e mercoledì) per dodici puntate. Al termine di questa edizione il programma viene cancellato.

## Personaggi e interpreti
- Stefano (edizioni 1-4), interpretato da Stefano De Martino. È il proprietario del bar.
- Luciano (edizioni 1-4), interpretato da Herbert Ballerina. È il barista che sogna di fare l'attore.
- Franco (edizioni 1-4), interpretato da Franco Castiglia. È il cameriere che lavora al bar da quando c'era il nonno di Stefano. È preciso e ordinato e sogna di fare il cantante.
- Ambrosia (edizioni 1-4), interpretata da Ambrosia Fortuna. È la cugina di Stefano, cassiera del bar che sogna di fare la soubrette.
- Marta (edizioni 1-3), interpretata da Marta Filippi. È la professoressa di Roma che insegna lettere ed è venuta a insegnare al sud in una scuola media.
- Avvocato D'Afflitto (edizioni 1, 2 e 4; guest star nella 3), interpretato da Giovanni Esposito. È un avvocato cliente storico che ha eletto il bar Stella come sede del suo studio professionale.
- Disperata Erotica Band (edizioni 1-4), È la band del bar composta da: Pino Perris, Aldo Perris, Ciro Perris, Giovanni Minale, Stefano Minale, Franco Izzo, Gianluca Mirra, Gabriele Borrelli. Prende il nome dal brano Disperato erotico stomp di Lucio Dalla e interpreta la sigla, ispirata a tale brano.
- Libero Parere (edizione 1, guest star 2), interpretato da Francesco Arienzo. È il cliente ansioso e indeciso alla ricerca di un lavoro.
- Professor Siniscalchi (edizione 1), interpretato da Mario Porfito. È il professore di filosofia, intellettuale alla buona che dispensa agli astanti le sue perle di saggezza.
- Umberto Orfeo (edizione 1), interpretato da Giorgio Melazzi. È un critico televisivo, milanese, che unisce l’utile al dilettevole e scrive la recensione della puntata in diretta seduto al bar, non disdegnando di sorseggiare un amaro.
- La Niña del Sud (edizione 1), interpretata da Carola Moccia. È la cantante del momento oniricoro.
- Alexandra (edizione 1), interpretata da Adelaide Vasaturo. È la statua che saltuariamente si anima declamando frasi e aforismi. Il nome è un misto tra Alexa e una statua greca.
- La MezzaLuna (edizioni 2-4)[7] interpretata da Adelaide Vasaturo. È un’elegante ragazza sospesa su una mezzaluna che annuncia in rima le esibizioni degli ospiti e del Cast.
- La Signorina Buonasera (edizione 2), interpretata da Nathalie Guetta. È l'annunciatrice dell'almanacco del giorno, dentro una TV.
- Corpo di Ballo (edizioni 2-4), interpretato dai Contenuti Zero (Carlo Amleto, Tano Mongelli, Andrea Delfino, Giuseppe Scoditti, Giulia Vecchio, Valentina Cardinali). È il "corpo di ballo" del programma, ma che rifiuta di esibirsi perché devono prima “depositare” i passi della coreografia alla Siae.
- Zio Savino Qualità (edizioni 3-4), interpretato da Zio Savino Qualità. È il nuovo "signorino buonasera", anch'esso posto dentro la TV.
- La Voce Fuori Campo (edizione 3), interpretato da Ernesto Lama. È un attore di teatro impegnato, che guarda con altezzosità alle celie del tubo catodico.
- Edmondo il Giramondo (edizione 3), interpretato da Massimo Bagnato. È un esperto di mestieri alternativi che suggerisce le professioni più richieste per trovare velocemente un'occupazione. Indossa una giacca rappresentante il globo terrestre.
- Gaia (edizione 4), interpretata da Gaia Di Fusco. È la "punta di diamante" del bar, che affianca la Disperata Erotica Band negli spazi musicali del programma.
- Aisha la novizia (edizione 4), interpretata da Mirea Flavia Stellato. È una suora novizia, conduttrice del canale tv vaticano "TeleMaria 2", sul quale si sintonizza la tv quando non c'è Zio Savino Qualità.

## Edizioni
| Edizioni | Anno      | Conduzione         | Periodo          | Periodo         | Puntate | Durata | Studio                                          |
| Edizioni | Anno      | Conduzione         | Inizio           | Fine            | Puntate | Durata | Studio                                          |
| -------- | --------- | ------------------ | ---------------- | --------------- | ------- | ------ | ----------------------------------------------- |
| 1ª       | 2021-2022 | Stefano De Martino | 28 dicembre 2021 | 18 gennaio 2022 | 4       | 90 min | Studio 2 del Centro di produzione Rai di Napoli |
| 2ª       | 2022-2023 | Stefano De Martino | 29 novembre 2022 | 5 gennaio 2023  | 18      | 90 min | Studio 2 del Centro di produzione Rai di Napoli |
| 3ª       | 2023      | Stefano De Martino | 25 aprile 2023   | 25 maggio 2023  | 15      | 90 min | Mostra d'Oltremare                              |
| 4ª       | 2023      | Stefano De Martino | 31 ottobre 2023  | 6 dicembre 2023 | 12      | 90 min | Teatro Delle Palme, Napoli                      |

## Puntate e ascolti

### Prima edizione (2021-2022)
| Puntata              | Messa in onda    | Ascolti        | Ascolti | Ospiti                                |
| Puntata              | Messa in onda    | Telespettatori | Share   | Ospiti                                |
| -------------------- | ---------------- | -------------- | ------- | ------------------------------------- |
| 1                    | 28 dicembre 2021 | 864 000        | 6,30%   | Enrico Brignano, I Cugini di Campagna |
| 2                    | 4 gennaio 2022   | 817 000        | 5,50%   | –                                     |
| 3                    | 11 gennaio 2022  | 503 000        | 4,30%   | Tullio De Piscopo                     |
| 4                    | 18 gennaio 2022  | 516 000        | 4,10%   | Patrizio Rispo                        |
| Media                | Media            | 675 000        | 5,05%   |                                       |
| Bar Stella Shakerato | 25 gennaio 2022  | 476 000        | 4,00%   | –                                     |

### Seconda edizione (2022-2023)
| Puntata               | Messa in onda    | Ascolti        | Ascolti | Ospiti                                            |
| Puntata               | Messa in onda    | Telespettatori | Share   | Ospiti                                            |
| --------------------- | ---------------- | -------------- | ------- | ------------------------------------------------- |
| 1                     | 29 novembre 2022 | 341 000        | 4,94%   | Tommaso Paradiso, Francesco Vezzoli               |
| 2                     | 30 novembre 2022 | 564 000        | 4,80%   | Ditonellapiaga, Alessandra Ghisleri               |
| 3                     | 1º dicembre 2022 | 257 000        | 3,90%   | Michele Della Morte, Neri per Caso                |
| 4                     | 6 dicembre 2022  | 442 000        | 4,16%   | Enrico Brignano, Oscar Farinetti, Simona Molinari |
| 5                     | 7 dicembre 2022  | 610 000        | 6,64%   | Guido Guerzoni, Greta Zuccoli                     |
| 6                     | 8 dicembre 2022  | 380 000        | 5,35%   | Stash Fiordispino, Vincenzo Mirone                |
| 7                     | 13 dicembre 2022 | 593 000        | 6,04%   | Mario Biondi, Mia Canestrini                      |
| 8                     | 14 dicembre 2022 | 618 000        | 6,13%   | Sabrina D'Alessandro, Fiorella Mannoia            |
| 9                     | 15 dicembre 2022 | 293 000        | 4,80%   | Fabio Caressa, Chiara Galiazzo                    |
| 10                    | 20 dicembre 2022 | 410 000        | 4,63%   | Sergio Caputo, Rocco Siffredi                     |
| 11                    | 21 dicembre 2022 | 382 000        | 4,86%   | Serena Brancale, Vito Tartamella                  |
| 12                    | 22 dicembre 2022 | 324 000        | 5,24%   | Ghemon, Alessandro Ronca                          |
| 13                    | 27 dicembre 2022 | 482 000        | 4,00%   | Ebbanesis, Gigi Marzullo                          |
| 14                    | 28 dicembre 2022 | 545 000        | 6,35%   | Amedeo Colella, Gegè Telesforo                    |
| 15                    | 29 dicembre 2022 | 571 000        | 5,17%   | Arisa, Riccardo Iacona                            |
| 16                    | 3 gennaio 2023   | 438 000        | 4,50%   | Gemelli di Guidonia, Maura Manca                  |
| 17                    | 4 gennaio 2023   | 520 000        | 6,34%   | Aiello, Maurizio De Giovanni                      |
| 18                    | 5 gennaio 2023   | 488 000        | 8,53%   | Paolo Belli, Francesco Vezzoli                    |
| Media                 | Media            | 459 000        | 5,35%   |                                                   |
| Bar Stella Distillato | 10 gennaio 2023  | 330 000        | 5,53%   | –                                                 |
| Bar Stella Distillato | 11 gennaio 2023  | 554 000        | 5,28%   | –                                                 |
| Bar Stella Distillato | 12 gennaio 2023  | 231 000        | 4,05%   | –                                                 |

### Terza edizione (primavera 2023)
| Puntata               | Messa in onda  | Ascolti        | Ascolti | Ospiti                                                               |
| Puntata               | Messa in onda  | Telespettatori | Share   | Ospiti                                                               |
| --------------------- | -------------- | -------------- | ------- | -------------------------------------------------------------------- |
| 1                     | 25 aprile 2023 | 438 000        | 8,15%   | Violeta Benini, Paolo Jannacci, Votino Valentino                     |
| 2                     | 26 aprile 2023 | 603 000        | 5,15%   | Massimiliano Andreetta, Luigi De Mutiis, Roshelle                    |
| 3                     | 27 aprile 2023 | 509 000        | 5,55%   | Mario Domenico Anglani, Enzo Avitabile, Gianluca Roncato             |
| 4                     | 2 maggio 2023  | 328 000        | 5,53%   | Joe Barbieri, Ilaria Gaspari, Milco Messi                            |
| 5                     | 3 maggio 2023  | 205 000        | 4,13%   | Stefano Andreoli, Mirko Masucci, Raiz                                |
| 6                     | 4 maggio 2023  | 437 000        | 6,60%   | Laila Al Habash, Stefano Andreoli, Giandomenico Morello, Lina Sastri |
| 7                     | 9 maggio 2023  | 654 000        | 6,07%   | Stefano Bollani, Vincenzo Cavallo, Valentina Cenni                   |
| 8                     | 10 maggio 2023 | 290 000        | 2,47%   | Gabriel Battipaglia, Fabrizio Fontanella, Tosca                      |
| 9                     | 11 maggio 2023 | 664 000        | 6,40%   | Isabella Perugini, Ron, Alex Torino                                  |
| 10                    | 16 maggio 2023 | 512 000        | 5,00%   | Giuseppe di Cesare, Fulminacci, Barbara Gallavotti                   |
| 11                    | 17 maggio 2023 | 391 000        | 3,32%   | Eddy Anselmi, Massimiliano Gallo, Emilio Martucci                    |
| 12                    | 18 maggio 2023 | 438 000        | 5,14%   | Frankie hi-nrg mc, Pietro Modica, Elisa Palazzi                      |
| 13                    | 23 maggio 2023 | 294 000        | 3,91%   | Serena Brancale, Valerio Lundini, Tommaso Mellone, Roy Paci          |
| 14                    | 24 maggio 2023 | 449 000        | 3,97%   | Paolo Avataneo, Irene Grandi, Valentina Sumini                       |
| 15                    | 25 maggio 2023 | 477 000        | 4,84%   | Arisa, Claudia Letizia, Giorgio Mastrota                             |
| Media                 | Media          | 445 000        | 5,08%   |                                                                      |
| Bar Stella Distillato | 30 maggio 2023 | 296 000        | 4,91%   | –                                                                    |
| Bar Stella Distillato | 31 maggio 2023 | 353 000        | 2,45%   | –                                                                    |
| Bar Stella Distillato | 1º giugno 2023 | 191 000        | 2,10%   | –                                                                    |

### Quarta edizione (autunno 2023)
| Puntata | Messa in onda    | Ascolti        | Ascolti | Ospiti                                  |
| Puntata | Messa in onda    | Telespettatori | Share   | Ospiti                                  |
| ------- | ---------------- | -------------- | ------- | --------------------------------------- |
| 1       | 31 ottobre 2023  | 378 000        | 7,27%   | Valeria Parrella, Raphael Gualazzi      |
| 2       | 1º novembre 2023 | 390 000        | 4,62%   | Maurizio Mannoni, Alan Sorrenti         |
| 3       | 7 novembre 2023  | 370 000        | 6,63%   | Daniela Farnese, Nina Zilli             |
| 4       | 8 novembre 2023  | 285 000        | 3,38%   | Federico Maria Sardelli, Fabrizio Bosso |
| 5       | 14 novembre 2023 | 355 000        | 8,60%   | Antonio Caprarica, Giovanni Caccamo     |
| 6       | 15 novembre 2023 | 348 000        | 3,41%   | Giovanni Benincasa, Syria               |
| 7       | 21 novembre 2023 | 321 000        | 5,75%   | Paolo Di Paolo, Popa                    |
| 8       | 22 novembre 2023 | 350 000        | 5,07%   | Licia Troisi, Lina Sastri               |
| 9       | 28 novembre 2023 | 315 000        | 6,19%   | Riccardo Bocca, Shel Shapiro            |
| 10      | 29 novembre 2023 | 240 000        | 3,51%   | Oscar Farinetti, Renzo Rubino           |
| 11      | 5 dicembre 2023  | 356 000        | 6,26%   | Sigfrido Ranucci, Enzo Gragnaniello     |
| 12      | 6 dicembre 2023  | 270 000        | 4,40%   | Ester Viola, Simona Molinari            |
| Media   | Media            | 331 500        | 5,42%   |                                         |

## Audience
| Edizione | Rete televisiva | Anno      | Stagione        | Programmazione | Programmazione | Programmazione | Programmazione | Programmazione | Programmazione | Programmazione | Collocazione   | Telespettatori | Share   | Première       | Première | Finale         | Finale | Il meglio      | Il meglio |
| Edizione | Rete televisiva | Anno      | Stagione        | L              | M              | M              | G              | V              | S              | D              | Collocazione   | Telespettatori | Share   | Telespettatori | Share    | Telespettatori | Share  | Telespettatori | Share     |
| -------- | --------------- | --------- | --------------- | -------------- | -------------- | -------------- | -------------- | -------------- | -------------- | -------------- | -------------- | -------------- | ------- | -------------- | -------- | -------------- | ------ | -------------- | --------- |
| 1ª       | Rai 2           | 2021-2022 | inverno         |                |                |                |                |                |                |                | seconda serata | 675 000        | 5,05%   | 864 000        | 6,30%    | 516 000        | 4,10%  | 476 000        | 4,00%     |
| 2ª       | Rai 2           | 2022-2023 | autunno-inverno |                |                | 459 000        | 5,35%          | 341 000        | 4,94%          | 488 000        | seconda serata | 8,53%          | 372 000 | 4,95%          |          |                |        |                |           |
| 3ª       | Rai 2           | 2023      | primavera       | 445 000        | 5,08%          | 438 000        | 8,15%          | 477 000        | 4,84%          | 280 000        | seconda serata | 3,15%          |         |                |          |                |        |                |           |
| 4ª       | Rai 2           | 2023      | autunno         |                | 331 500        | 5,42%          | 378 000        | 7,27%          | 270 000        | 4,40%          | seconda serata | –              | –       |                |          |                |        |                |           |